# Soda (stripreeks)
Soda is een Belgische stripreeks. Het scenario is van Philippe Vandevelde (Tome) (bekend van Robbedoes en De Kleine Robbe) en Olivier Bocquet. De tekeningen zijn van Luc Warnant, Bruno Gazzotti Gazzo, Olivier Labalue en Dan Verlinden.

## Verhaal
Het hoofdpersonage David Ellioth Hanneth Solomon, bijgenaamd Soda, is een politieagent in New York. Zijn familie is van Schotse afkomst. Zijn moeder, die problemen heeft met haar hart, heeft hij wijsgemaakt dat hij een priester is. Maar sinds ze bij hem is komen inwonen, moet hij twee levens leiden. Daarom kleedt hij zich elke dag om in de lift.
Soda is geen conventionele held. Zijn vader was sheriff in Arizona en kwam daar om het leven (een van de redenen waarom zijn moeder niet zou kunnen leven met het idee dat haar zoon ook bij de politie is aangesloten), en aan zijn linkerhand heeft hij maar drie vingers (hij draagt altijd een lederen handschoen). Hoe hij ze is kwijtgeraakt is niet bekend.

## Personages
- Soda: een roodharige agent die zich in het bijzijn van zijn moeder voordoet als een priester.
- De moeder van Soda: Soda's moeder lijdt aan een hartziekte en moet het dus rustig aandoen. Omwille hiervan durft Soda haar niet te vertellen dat hij bij de politie werkt.
- Babs: een sergeant op het politiebureau. Hij houdt het archief bij van de politie en moet van Soda dan ook vaak in het verleden gaan snuffelen.
- Linda: een knappe, zwarte politieagente, die steeds zwaargewond raakt als ze met Soda een opdracht uitvoert.
- Pronzini: de kapitein van het politiekorps. In bijna ieder album heeft hij een ander huisdier in zijn bureau, dat meestal (per ongeluk) door Soda wordt omgebracht. Hoewel hij zijn gevoel voor humor in Vietnam is kwijtgeraakt, is hij een goede leider die Soda meermaals onder zijn bescherming moet nemen tegen de advocaten van diens slachtoffers.

## Geschiedenis
Luc Warnant zocht een scenarioschrijver voor een nieuwe stripreeks voor Spirou/Robbedoes. Hij dacht aan Philippe Vandevelde (Tome), maar Philippe Vandooren, de toenmalige hoofdredacteur, stelde Yann voor, die een verhaal schreef over de Vietnamoorlog. Warnant gaf echter na twee pagina's op en probeerde het dan alsnog met Tome. Die wilde een strip maken die zich in New York afspeelde, wat uiteindelijk Soda werd.
Het personage Soda verscheen in 1985 voor het eerst in Spirou/Robbedoes. De strip werd gepubliceerd in het kader van het Europees Jaar voor de Muziek. De tekst en afbeelding waren van Tome en Warnant. Een jaar later haalde Soda voor het eerst de cover van Spirou en werd ook het eerste album, Een engel gaat heen, uitgebracht. In 1987 verscheen het tweede album, Brieven voor Satan.
Nadien raakte Warnant in een depressie, waardoor hij enkel de eerste tien platen van het derde verhaal tekende. De rest werd getekend door Bruno Gazzotti, die ook de latere verhalen tekende. Warnant verkocht zijn rechten op de reeks en richtte zich daarna onder meer op animatie.
In de jaren '90 brachten Tome en Gazzotti bijna jaarlijks een nieuw album uit. In 2001 werd Gebeden en ballistiek, het elfde album, gepubliceerd, waarna het een tijd lang stil werd rond de stripreeks. Pas vier jaar later werd er opnieuw een album uitgebracht: Code Apocalyps, met zowel Bruno Gazzotti als Olivier Labalue als tekenaars. Daarna bleef het lange tijd stil rond Soda.
Eind 2014 werd de reeks nieuw leven ingeblazen. Het dertiende album, getiteld Verrijzenis, werd opnieuw geschreven door scenarist Tome. Bruno Gazzotti, die zich sinds 2005 had toegespitst op de reeks Alleen, haakte af en werd vervangen door de Waalse tekenaar Dan Verlinden. In 2014 overleed Stéphane De Becker, die onder meer Soda inkleurde.
Tome overleed in oktober 2019. Het veertiende album was toen al grotendeels af, maar het scenario was nog niet helemaal geschreven. Tome had wel al het einde verteld aan tekenaar Verlinden, die het veertiende album zelf zou afmaken.
In 2024 verscheen het album met reeksnummer 13, Verrijzenis, opnieuw, maar dan als eerste deel van een tweeluik. Inhoudelijk zijn de albums identiek. 
Ook het tweede deel van het tweeluik, Openbaring, werd in 2024 gepubliceerd. Het scenario is grotendeels van de hand van Tome, maar werd afgewerkt door Zidrou en Falzar, in overleg met tekenaar Dan Verlinden en op basis van aantekeningen van Tome. Met Openbaring leek de reeks afgerond, zoals mag blijken uit het voorwoord door de kinderen van Tome.
Een jaar eerder, in 2023, kwam de vroegere Soda-tekenaar Gazzotti echter met een album ´hors série´, getiteld De bloeddorstige dominee, op scenario van Olivier Bocquet. Het speelt zich af in de jaren tachtig, maar alle personages hebben hun bekende voorkomen. In dit interview vertellen de auteurs dat ze vervolgalbums plannen.

## Oorsprong titel
De titel van de stripreeks verwijst naar de bijnaam van het hoofdpersonage. De bijnaam is samengesteld uit de twee eerste letters van zijn voor- en achternaam: SOlomon DAvid, twee Bijbelse namen. De albumtitels zijn eveneens religieus getint, een verwijzing naar Soda's dekmantel als priester.

## Albums
| Nr. | Titel                         | Schrijver       | Tekenaar                              |
| --- | ----------------------------- | --------------- | ------------------------------------- |
| 1   | Een Engel gaat heen           | Tome            | Luc Warnant                           |
| 2   | Brieven voor Satan            | Tome            | Luc Warnant                           |
| 3   | Gij zult niet schieten        | Tome            | Bruno Gazzotti Gazzo, Luc Warnant     |
| 4   | God stierf vanavond           | Tome            | Bruno Gazzotti Gazzo                  |
| 5   | Elk klooster heeft zijn kruis | Tome            | Bruno Gazzotti Gazzo                  |
| 6   | Biecht in UP-tempo            | Tome            | Bruno Gazzotti Gazzo                  |
| 7   | Sta op en sterf!              | Tome            | Bruno Gazzotti Gazzo                  |
| 8   | Dood in vrede                 | Tome            | Bruno Gazzotti Gazzo                  |
| 9   | Verlos ons van het kwaad      | Tome            | Bruno Gazzotti Gazzo                  |
| 10  | God mag het weten             | Tome            | Bruno Gazzotti Gazzo                  |
| 11  | Gebeden en ballistiek         | Tome            | Bruno Gazzotti Gazzo                  |
| 12  | Code Apocalyps                | Tome            | Bruno Gazzotti Gazzo, Olivier Labalue |
| 13  | Verrijzenis*                  | Tome            | Dan Verlinden                         |
| 1/2 | Verrijzenis*                  | Tome            | Dan Verlinden                         |
| 2/2 | Openbaring                    | Tome            | Dan Verlinden                         |
| -   | De bloeddorstige dominee      | Olivier Bocquet | Bruno Gazzotti Gazzo                  |

- * Het deel Verrijzenis werd twee maal uitgebracht, met een ander reeksnummer. De inhoud is identiek.